# Natalja Trietjakowa
Natalja (Natiełła) Jewgienjewna Trietjakowa ros. Наталья (Нателла) Евгеньевна Третьякова (ur. 1970 w Baku) – rosyjska aktorka teatralna i filmowa.
W 1990 ukończyła Rosyjski Uniwersytet Sztuki Teatralnej. W 1994 zadebiutowała rolą Nastii w filmie Pietierburgskije tajny (Петербургские тайны).

## Filmografia
| Rok  | Film                   | Film (ros)                      | Reżysera                           | Rola                           |
| ---- | ---------------------- | ------------------------------- | ---------------------------------- | ------------------------------ |
| 1994 | Pietierburgskije tajny | Петербургские тайны — Википедия | Wadim Zobin Mark Orlow             | Nastja                         |
| 2001 | Lisa Alisa             | Лиса Алиса (фильм) — Википедия  | Jean-Michelle Carre                | Sekretarz Attaché Kulturalnego |
| 2002 | Dwie sudby             | Две судьбы — Википедия          | Wladimir Krasnopolski Waleri Uskow | Elena Borisowna                |
| 2003 | Russkie amazonki-2     | Русские амазонки-2              | Oleg Sztrom                        | Asja                           |

## Linki
- Наталья (Нателла) Третьякова, Ruskino.ru, 2003-2014